# Ауербах Олександр Андрійович
Ауербах Олександр Андрійович (рос. Ауэрбах, Александр Андреевич; 24.02.1844, м. Кашин, тепер Тверська обл., РФ — 22.06.1916, м. Стара Русса, тепер Новгородська обл, РФ) — гірничий інженер і підприємець Донецького басейну, ініціатор створення фахового товариства «З’їзд гірничопромисловців Півдня Росії», співзасновник першого товариства ртутного виробництва в Російській імперії.

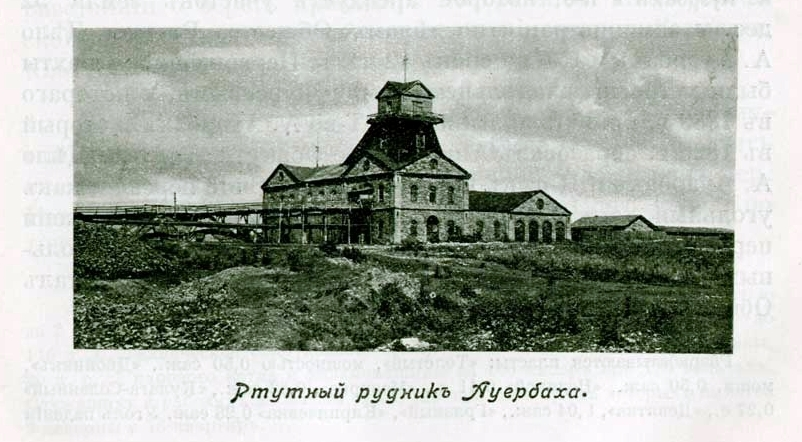
Ртутний рудник Акціонерного товариства "Ртутна і вугільна справа Ауербаха і Ко". Літографія початку XX ст.

## Життєпис
Народився в Кашині в сім’ї лікаря. 1856 вступив до Гірничого корпусу, після закінчення якого 1868 захистив магістерську дисертацію з мінералогії. Ад’юнкт-професор кафедри мінералогії Гірничого інституту. У 1871 залишив викладацьку роботу, переїхав у Донецький басейн і став керівником французького кам’яновугільного товариства «Socit minire et industrielle». Ініціатор розробки покладів ртутних руд (кіновар) у верхів’ях балок Старчева та Залізна поблизу станиці Микитівка, відкритих 1879 року гірничим інженером О. Міненковим. Один із засновників з’їздів гірничопромисловців Півдня Росії. 1881—1884 за завданням Гірничого департаменту керував Богословським гірничим округом який охоплював східні схили Уральського хребта — Пермську губернію, Верхотурський повіт. 
1884 вернувся в Донецький басейн, заснував «Товариство ртутного виробництва О. Ауербаха і К°» й поблизу станиці Микитівка 1885 побудував за останнім словом тодішньої техніки шахту «Софія», а навесні 1886 — завод із виробництва ртуті. Протягом наступних 10 років підприємство Ауербаха перетворилося на найбільшого в Росії виробника ртуті, посівши четверте місце у світі після Іспанії, США та Італії. 
Перу Ауербаха належить низка ґрунтовних наукових досліджень: «О турмалине русских месторождений» (1868), «Описание главных минералогических кабинетов Европы» (1870), «Описание гониометра собственного изобретения для измерения кристаллов под микроскопом» (1870), «Наблюдение над кристаллами топаза под микроскопом» (1879), «О развитии горнозаводского дела в Богословском округе с 1881 по 1888» (1888), «Описание ртутного завода близ ст. Никитовки Бахмутского уезда Екатеринославской губернии.» (1888) та інші.

## Твори
- Воспоминания. «Исторический вестник», 1905, № 8—12;
- Воспоминания о начале развития каменноугольной промышленности в России. «Русская старина», 1909, № 6, 12.
- Ауэрбах А.А. Описание ртутного рудника и завода / А.А.Ауэрбах // Горный журнал. – 1888. – № 4. – С.1-19.